# Lachnocnema reutlingeri
Lachnocnema reutlingeri is een vlinder uit de familie van de Lycaenidae. De wetenschappelijke naam van de soort is voor het eerst geldig gepubliceerd in 1892 door Holland.